# Pitouto
Pedro Elviro Rodriguez plus connu sous le nom de scène de Pitouto (né le 7 mars 1897 à Valencia de Alcántara, dans la province de Cáceres, en Espagne et mort le 24 août 1971 à Mexico) est un acteur espagnol.

## Biographie
Entre 1924 et 1971, Pitouto tourna plus de 170 films dont une bonne partie en France.

## Filmographie partielle

### Films tournés en France
- 1926 : La Tournée Farigoule de Marcel Manchez - Pigache
- 1931 : Le Chant du marin de Carmine Gallone - Jeff
- 1931 : Paris Béguin de Augusto Genina - Assistant de l'auteur
- 1931 : Le Million de René Clair - Le régisseur
- 1931 : Mistigri de Harry Lachmann
- 1931 : Le Train des suicidés de Edmond T. Gréville - Nobody, le clown
- 1931 : Mon amant l'assassin de Solange Bussi
- 1931 : À bas les hommes de Henri Decoin - court métrage -
- 1931 : Si... de Arcy Hennery - court métrage -
- 1932 : La Femme en homme de Augusto Genina
- 1932 : Le Cordon bleu de Karl Anton - Achille
- 1932 : Le Picador de Jaquelux
- 1932 : Amour et biceps de Jack Windrow - court métrage -
- 1932 : Son singe et moi de M. Levaigne - court métrage - Un clown
- 1933 : Pour être aimé de Jacques Tourneur - Alonzo
- 1933 : Cette nuit-là de Mark Sorkin - Antonio
- 1933 : Ciboulette de Claude Autant-Lara - Arthur et Meyer
- 1933 : Du haut en bas de Georg-Wilhelm Pabst - Bretzel, le balayeur
- 1933 : Je suis un homme perdu de Edmond T. Gréville - Le général Brésilien
- 1934 : Malabars de René Jayet - court métrage - L'Espagnol
- 1934 : Dernière heure de Jean Bernard-Derosne - Le garçon
- 1934 : Le Roi des Champs-Élysées de Max Nosseck
- 1934 : La crise est finie de Robert Siodmak - Hercule
- 1934 : Maître Bolbec et son mari de Jacques Natanson - Bibi la Tignasse
- 1934 : Une femme chipée de Pierre Colombier - Le sourd muet
- 1934 : Monsieur le vagabond de Edmond T. Gréville - court métrage - Le coiffeur
- 1934 : Pierrot mon ami de Jaquelux - court métrage - Le comte de Campocassino
- 1935 : Bibi-la-Purée de Léo Joannon
- 1935 : Quadrille d'amour  de Richard Eichberg et Germain Fried - Le camelot
- 1935 : La Bandera de Julien Duvivier
- 1935 : La Fille de madame Angot de Jean Bernard-Derosne
- 1935 : Joli Monde de René Le Hénaff
- 1935 : À la manière de... de Paul Laborde - court métrage - Le secrétaire
- 1935 : Les Frères Brother de Pablo Labor - court métrage -
- 1935 : Fuir de Raphaël Lievin - court métrage -
- 1936 : Rigolboche de Christian-Jaque
- 1936 : Maria de la nuit de Willy Rozier
- 1936 : La Brigade en jupons de Jean de Limur - Le chauffeur
- 1936 : Cœur de gueux de Jean Epstein - cibouletPagliaccio Prospero
- 1936 : Les Croquignolle de Robert Péguy - court métrage - Le troisième gangster
- 1937 : Le Chanteur de minuit de Léo Joannon - Le minable
- 1937 : Le Puritain de Jeff Musso - Un agent de la sureté
- 1937 : La Reine des resquilleuses de Max Glass et Marco de Gastyne
- 1937 : Un scandale aux Galeries de René Sti - Un client
- 1937 : Trois Artilleurs au pensionnat de René Pujol - Le photographe
- 1938 : Marius et Olive à Paris de Jean Epstein - Auguste Barbapoule
- 1938 : Vacances payées de Maurice Cammage - Un gangster
- 1939 : Les Compagnons de Saint-Hubert de Jean Georgesco - court métrage - Le directeur

### Films tournés au Mexique
- 1946 : Pan dans la lune (El moderno Barba Azul) de Jaime Salvador
- 1946 : Soy un prófugo de Miguel M. Delgado
- 1948 : El supersabio de Miguel M. Delgado
- 1952 : La Montée au ciel (Subida al cielo) de Luis Buñuel